# Хидэригами
Хидэригами (яп. 日照り神, божество засухи) — мифическая разновидность ёкая в японском фольклоре, который имеет власть вызывать засуху. Заимствован из Китая, где это существо называется бацу (魃).
Согласно комментарию к «Бэньцао ганму», приведённому в энциклопедии периода Эдо «Вакан сансай дзуэ» (японской версии китайской энциклопедии XVII века «Сань-цай ту хуэй») хидеригами от шестидесяти до девяноста сантиметров росту, имеет глаза на макушке головы, и движется быстро, как ветер.
В «Кондзяку-газу-дзоку-хякки» Ториямы Сэкиэна это существо называется хидэригами (魃) или камбо (旱母 — «мать засухи») и описывается как зверь с одной рукой, одной ногой и одним глазом.

## Культурное влияние
- Название Hiderigami (Хидэригами) носит песня из музыкального альбома «Chimimouryou» (2008) японской металл-группы «Onmyo-za»[2].